# I Puffi - Il film
I Puffi - Il film (Smurfs) è un film d'animazione del 2025 diretto da Chris Miller.
Basato sugli omonimi personaggi creati per i fumetti dal belga Peyo, è il terzo reboot cinematografico della serie, dopo i due film live action I Puffi (2011) e I Puffi 2 (2013) e il film d'animazione I Puffi - Viaggio nella foresta segreta (2017) prodotti dalla Columbia Pictures e dalla Sony Pictures Entertainment, nonché prima prodotta dalla Paramount Pictures e Paramount Animation.

## Trama
Non appena Grande Puffo viene rapito, ordina a Puffetta e gli altri Puffi di rifugiarsi nel mondo reale dove incontrano Ken, suo fratello minore. Nel frattempo Gargamella e Birba si alleano con Razamella, fratello dello stregone, per conquistare il mondo.

## Promozione
Il primo trailer è stato pubblicato il 6 febbraio 2025. Il trailer ufficiale è uscito il 14 maggio 2025. 

## Distribuzione
Il film è uscito nelle sale statunitensi il 18 luglio 2025, mentre in quelle italiane uscirà  il 27 agosto seguente.

## Accoglienza

### Incassi
Il film ha incassato 30858972 $ in Nord America e 73900000 $ nel resto del mondo, per un totale di 104758972 $.

### Critica
Su Rotten Tomatoes il 20% delle recensioni è positivo, su Metacritic il voto medio è di 31/100.